# Abadía de Santa María (York)

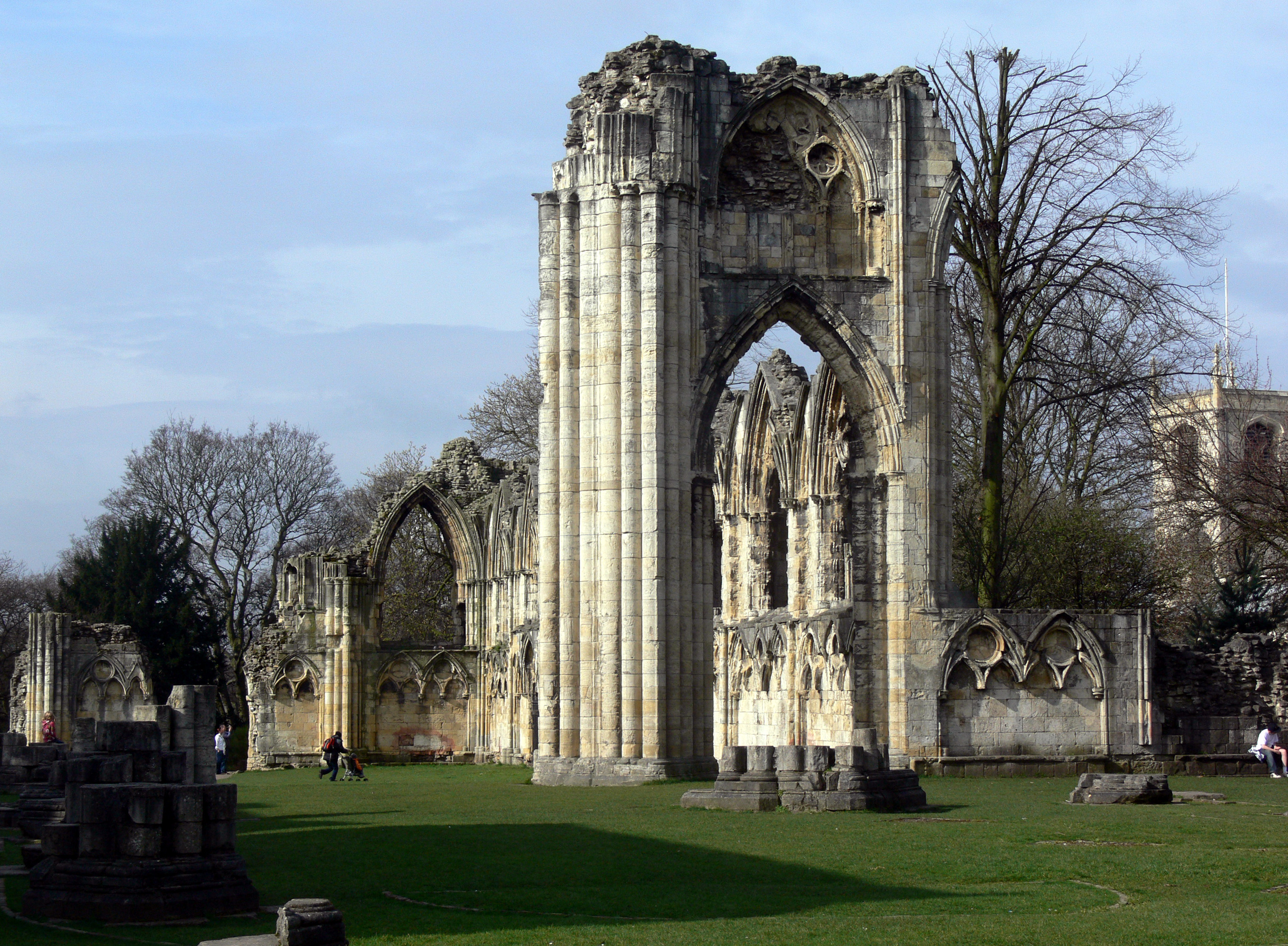
Restos de la Abadía de Santa María.

La Abadía de Santa María en York, Inglaterra, son las ruinas de una abadía benedictina que se encuentra en lo que ahora son los jardines del Museo de Yorkshire, al oeste de la Catedral de York. La Abadía original que estaba en este lugar se fundó en 1055 y estaba dedicada a San Olave. Fue refundada en 1088 por Guillermo II que sentó las bases de la iglesia normanda, aunque esta iglesia ya no continúa. A raíz de una controversia y un motín en 1132, una parte de monjes reformistas se marcharon para establecer el monasterio cisterciense de la Abadía de Fountains. Las ruinas supervivientes se remontan a la restauración que se empezó en 1271 y se terminó en 1294.
Se decía que los abades de Santa María eran muy mundanos y la abadía destacó en las primeras baladas medievales de Robin Hood (con el abad generalmente como la némesis de Robin Hood).
Santa María fue en su tiempo la mayor y más rica de las congregaciones benedictinas en el norte de Inglaterra y la abadía fue una vez uno de los mayores propietarios de tierras del condado de Yorkshire. Sin embargo, en 1539, durante la disolución de los monasterios por orden de Enrique VIII, fue cerrada y sustancialmente destruida. Todo lo que hoy en día permanece en pie son los muros norte y oeste, junto con otros restos: el hostal de los peregrinos, la puerta oeste y la casa de madera del siglo XIV del Abad (ahora llamada King's Manor). Los muros incluyen unas torres intercaladas hacia el norte y el oeste, la Torre de Santa María en la esquina noroeste y una torre poligonal junto al río. Los hallazgos de las excavaciones y características arquitectónicas, particularmente referidas a la sala capitular del siglo XII, se muestran en el cercano Museo de Yorkshire.